# Almirante
Almirante – miasto w Panamie, w dystrykcie Almirante w prowincji Bocas del Toro. W języku hiszpańskim nazwa oznacza "admirała".

## Historia
Miasto zostało zbudowane przez United Fruit Company na początku XX wieku, jako port do obsługi eksportu bananów. Początkowo teren przyszłego miasta zajmowały wysypiska śmieci. Pierwszymi osiedleńcami byli głównie Jamajczycy, którzy przybyli do pracy przy plantacjach. W 1991 Almirante zostało dotknięte silnym trzęsieniem ziemi. 

## Geografia
Almirante zajmuje powierzchnię 95.4 kilometrów kwadratowych, znajduje się na średniej wysokości 15 metrów nad poziomem morza. Miasto położone jest nad Zatoką Almirante.